# Gabriele Colombo
Gabriele Colombo (Varese, 11 maggio 1972) è un ex ciclista su strada italiano.
Professionista dal 1994 al 2007, vinse la Milano-Sanremo 1996.

## Carriera
Fece il suo esordio nei professionisti a 22 anni indossando nel 1994 la maglia della Gewiss-Ballan. Nove le sue vittorie da professionista, la prima nel 1995 (tappa della Vuelta a Burgos); la perla della sua carriera è tuttavia la Milano-Sanremo 1996 vinta grazie ad una "sparata" sulla Cipressa e ad un successivo attacco in solitaria ad un chilometro dall'arrivo.
Negli anni successivi, nonostante buone prestazioni nella parte primaverile della stagione non riuscì mai a ripetersi nelle gare di primissimo piano.

## Palmarès
- 1992

Campionati del mondo militari
- 1993

Milano-Rapallo
Trofeo Gaetano Santi
Coppa Caduti di Soprazocco
- 1995

2ª tappa Vuelta a Burgos (Miranda de Ebro)
- 1996

1ª tappa Giro di Calabria (Castrovillari)
Classifica generale Giro di Calabria
Milano-Sanremo
Classifica generale Giro di Sardegna
Classifica generale Settimana Ciclistica Internazionale
- 1998

4ª tappa Tirreno-Adriatico (Tivoli)
6ª tappa Quattro giorni di Dunkerque (Westroute)
- 2000

2ª tappa Setmana Catalana (Castelló d'Empúries)
5ª tappa, 1ª semitappa Vuelta al País Vasco (Azkoitia)

## Piazzamenti

### Grandi giri
- Giro d'Italia

2001: 65º
2002: 130º
2003: 63º
2004: 117º
- Tour de France

1995: 51º
1999: 125º

### Classiche
- Milano-Sanremo

1996: vincitore
1997: 105º
1998: 19º
1999: 69º
2000: 55º
2001: 6º
2002: 106º
2004: 64º
2005: 39º
- Giro delle Fiandre

1995: 49º
1996: 14º
1998: 19º
1999: 15º
2002: 85º
- Parigi-Roubaix

1995: 49º
- Liegi-Bastogne-Liegi

1996: 10º
1997: 3º
1998: 23º

### Competizioni mondiali
- Campionati del mondo

Middlesbrough 1990 - In linea: 6º
Agrigento 1994 - Cronometro: 20º